# Ванне, Кертту
Кертту Ванне (фин. Kerttu Wanne; 26 июля 1905, Або, Великое княжество Финляндское, Российская империя — 16 апреля 1963, Турку, Финляндия) — финская писательница, скрипачка.
Одна из первых лауреатов высшей государственной награды Финляндии для деятелей искусств — медалью «Pro Finlandia» (1946).

## Биография
Родилась в семье торговцев. В шестилетнем возрасте начала учиться игре на скрипке, выступала со школьного возраста. В 1921—1923 годах обучалась в Академии им. Сибелиуса.
Регулярно выступала с концертами в своём родном городе, а также перед финскими высокопоставленными лицами, в том числе президентом. Совершила учебные поездки в Берлин и Париж. Была концертмейстером Городского оркестра Турку.
С 1928 года кроме концертов в Финляндии и пятнадцати других европейских стран, выступала в США, где побывала четыре раза. В США записала четыре диска в 1939—1949 гг.
Писательница. Автор нескольких книг афоризмов, стихов и очерков.

## Избранные произведения
- Ilman naamiota, aforismeja. Gummerus 1943
- Riitaa sovussa, aforismeja. Gummerus 1947
- Pienellä rakkaudella on suuri ääni, aforismeja. 1953
- Liekki ja varjo, runoja. Aura, Turku 1946
- Taiteilija noidankehässä, esseitä. Omakustanne 1959

## Награды
- Медаль «Pro Finlandia» (1946).